# Hemilepidia erythrotaenia
Hemilepidia erythrotaenia är en ringmaskart som beskrevs av Schmarda 1861. Hemilepidia erythrotaenia ingår i släktet Hemilepidia och familjen Polynoidae. Inga underarter finns listade i Catalogue of Life.